# ماري جين هولمز
ماري جين هولمز (بالإنجليزية: Mary Jane Holmes)‏ (5 أبريل 1828 في الولايات المتحدة - 6 أكتوبر 1907، بروكبورت في الولايات المتحدة)؛ كاتِبة وروائية أمريكية.